# Ludmila da Silva
Ludmila da Silva (Guarulhos, 1 december 1994) is een voetbalspeelster uit Brazilië.
Da Silva speelt voor Atlético Madrid Femenino in de Primera División Femenina.

## Statistieken
| Seizoen | Club                     | Land   | Competitie                | Wedstrijden | Doelpunten |
| ------- | ------------------------ | ------ | ------------------------- | ----------- | ---------- |
| 2017/18 | Atlético Madrid Femenino | Spanje | Primera División Femenina | 25          | 11         |
| 2018/19 | Atlético Madrid Femenino | Spanje | Primera División Femenina | 26          | 11         |
| 2019/20 | Atlético Madrid Femenino | Spanje | Primera División Femenina | 20          | 8          |
| 2020/21 | Atlético Madrid Femenino | Spanje | Primera División Femenina | 32          | 15         |
| Totaal  | Totaal                   | Totaal | Totaal                    | --          | --         |

Laatste update: juni 2021

## Interlands
Da Silva speelde in 2014 met Brazilië O20, en sinds 2017 voor het Braziliaans vrouwenelftal.
Da Silva speelde met het Braziliaans vrouwenelftal onder de naam Ludmila voor Brazilië op de Olympische Zomerspelen van Tokio in 2021.